# Jurklošter
Jurklošter, do leta 1972 Mišji Dol je razloženo naselje v dolini ob sotočju Gračnice in Lahovgrabnice (Lahomščice) v Občini Laško. Od 1802 do 1860 je v Jurkloštru obratovala glažuta (iz nje je izšla sedanja Steklarna Hrastnik), nato papirnica, ki je bila ukinjena pred prvo svetovno vojno. 

## Umetnostni spomeniki

### Kartuzija Jurklošter
Kartuzija Jurklošter, ki je bila v ustanovljena 1170, je bila ena od treh najstarejših  srednjeevropskih kartuzij. Kartuzija je bila 1199 iz gospodarskih razlogov razpuščena, vendar pa leta 1209 ponovno obujena. Do leta 1227 sta bila postavljena enoladijska cerkev in samostan. V samostanski cerkvi naj bi bila pokopana Veronika Deseniška. Dokončno so kartuzijo ukinili 1595 in samostan predali jezuitom, po zatrtju jezuitskega reda leta 1780 so ga večji del podrli in konec 18. stoletja sezidali novo graščino v poznobaročnem slogu.

## Izvor krajevnega imena
Srednjeveški zapisi kažejo na prvotno Jur(i)jova dolina ali Jur(i)jev dol, kar vsebuje narečni svojilni pridevnik iz svetniškega osebnega imena Jurij. Sv. Jurij je bil popularen srednjeveški svetnik, je zavetnik Ptuja in Pirana. Drugi del imenskega sklopa je slovenski klošter v pomenu samostan. V kraju je bil namreč v letih 1170 do 1595 kartuzijanski, od 1595 do 1780 pa jezuitski samostan. V starih listinah se kraj prvič omenja okoli leta 1145 kot Geyrowe in leta 1203 kot Gyriov.

## NOB
Po osvoboditvi Jurkloštra 9. junija 1944 so na nekaj kilometrov oddaljeni Henini izvolili krajevni NOO, prvi izvoljeni organ ljudske oblasti na tem območju. Graščino so partizani leta 1945 požgali. Od kompleksa sta ohranjena obrambni stolp in poznoromanska župnijska cerkev sv. Mavricija.

## Galerija
- Cerkev
- Oltar